# Deutsche Goalballmeisterschaft 2005
Die deutsche Goalballmeisterschaft 2005 war die 15. Austragung zur Ermittlung des deutschen Meisters im Goalball. Sie wurde in einer Kombination aus einer Vorrunde und Zwischenrunde im Round-Robin-System und einer Endrunde im K.-o.-System vom 16. bis zum 17. April 2005 in Bremen ausgetragen. Im Endspiel besiegte der BSV München den SC Potsdam mit 2:1 Toren und wurde somit zum zweiten Mal deutscher Goalballmeister.

## Teilnehmende Mannschaften
| Stadt                      | Mannschaft                                    |
| Bremen                     | SfB Bremen                                    |
| Chemnitz                   | BFV Ascota Chemnitz                           |
| Königs Wusterhausen        | SSV Blindenschule Königs Wusterhausen         |
| Langenhagen / Braunschweig | SpG BSG Langenhagen / BSA Braunschweig im BVN |
| Magdeburg                  | Magdeburger SV 90                             |
| München                    | BSV München                                   |
| Neukloster                 | VfL Blau-Weiß Neukloster                      |
| Potsdam                    | SC Potsdam                                    |

## Vorrunde

### Gruppe A
| Pl. | Mannschaft               | Sp. | S | U | N | Tore    | Diff. | Punkte |
| --- | ------------------------ | --- | - | - | - | ------- | ----- | ------ |
| 1.  | SC Potsdam               | 3   | 3 | 0 | 0 | 030:300 | +27   | 09     |
| 2.  | SfB Bremen               | 3   | 2 | 0 | 1 | 011:160 | −5    | 06     |
| 3.  | VfL Blau-Weiß Neukloster | 3   | 0 | 1 | 2 | 010:210 | −11   | 01     |
| 4.  | Magdeburger SV 90        | 3   | 0 | 1 | 2 | 009:200 | −11   | 01     |

### Gruppe B
| Pl. | Mannschaft                                    | Sp. | S | U | N | Tore    | Diff. | Punkte |
| --- | --------------------------------------------- | --- | - | - | - | ------- | ----- | ------ |
| 1.  | BSV München                                   | 3   | 3 | 0 | 0 | 037:700 | +30   | 09     |
| 2.  | SSV Blindenschule Königs Wusterhausen         | 3   | 1 | 1 | 1 | 025:250 | ±0    | 04     |
| 3.  | BFV Ascota Chemnitz                           | 3   | 1 | 1 | 1 | 022:270 | −5    | 04     |
| 4.  | SpG BSG Langenhagen / BSA Braunschweig im BVN | 3   | 0 | 0 | 3 | 011:360 | −25   | 0      |

## Zwischenrunde

### Meistergruppe
| Pl. | Mannschaft                            | Sp. | S | U | N | Tore    | Diff. | Punkte |
| --- | ------------------------------------- | --- | - | - | - | ------- | ----- | ------ |
| 1.  | SC Potsdam                            | 3   | 3 | 0 | 0 | 027:800 | +19   | 09     |
| 2.  | BSV München                           | 3   | 2 | 0 | 1 | 026:120 | +14   | 06     |
| 3.  | SfB Bremen                            | 3   | 1 | 0 | 2 | 007:210 | −14   | 03     |
| 4.  | SSV Blindenschule Königs Wusterhausen | 3   | 0 | 0 | 3 | 013:320 | −19   | 0      |

### Trostgruppe
| Pl. | Mannschaft                                    | Sp. | S | U | N | Tore    | Diff. | Punkte |
| --- | --------------------------------------------- | --- | - | - | - | ------- | ----- | ------ |
| 1.  | BFV Ascota Chemnitz                           | 3   | 2 | 0 | 1 | 032:200 | +12   | 06     |
| 2.  | VfL Blau-Weiß Neukloster                      | 3   | 1 | 2 | 0 | 019:160 | +3    | 05     |
| 3.  | Magdeburger SV 90                             | 3   | 1 | 1 | 1 | 014:220 | −8    | 04     |
| 4.  | SpG BSG Langenhagen / BSA Braunschweig im BVN | 3   | 0 | 1 | 2 | 017:240 | −7    | 01     |

## Endrunde

### Halbfinale
| Datum      |             | Ergebnis | !Austragungsort                                  |
| ---------- | ----------- | -------- | ------------------------------------------------ |
| 17.04.2005 | SC Potsdam  | 12:20    | SSV Blindenschule Königs Wusterhausen \|\|Bremen |
| 17.04.2005 | BSV München | 9:3      | SfB Bremen \|\|Bremen                            |

### Spiel um den dritten Platz
| Datum      |                                       | Ergebnis | !Austragungsort       |
| ---------- | ------------------------------------- | -------- | --------------------- |
| 17.04.2005 | SSV Blindenschule Königs Wusterhausen | 8:5      | SfB Bremen \|\|Bremen |

### Finale
| Datum      |            | Ergebnis | !Austragungsort        |
| ---------- | ---------- | -------- | ---------------------- |
| 17.04.2005 | SC Potsdam | 1:2      | BSV München \|\|Bremen |

## Abschlussplatzierung
| Platz | Mannschaft                                    |
| 1.    | BSV München                                   |
| 2.    | SC Potsdam                                    |
| 3.    | SSV Blindenschule Königs Wusterhausen         |
| 4.    | SfB Bremen                                    |
| 5.    | BFV Ascota Chemnitz                           |
| 6.    | VfL Blau-Weiß Neukloster                      |
| 7.    | Magdeburger SV 90                             |
| 8.    | SpG BSG Langenhagen / BSA Braunschweig im BVN |